# Seiry
Seiry is een plaats en een voormalige gemeente in het district Broye van het kanton Fribourg in Zwitserland. Op 1 januari 2006 ging Seiry op in de gemeente Lully.

## Geografie
Seiry ligt in de exclave Estavayer van kanton Fribourg in kanton Vaud. De oppervlakte van de gemeente bedraagt 1.83 km².
- Hoogste punt: 625 m
- Laagste punt: 504 m

## Bevolking
Seiry heeft 237 inwoners (2005), in meerderheid Franstalig (86%, 2000) en Rooms-Katholiek (54%).

## Economie
53% van de werkzame bevolking werkt in de primaire sector (landbouw en veeteelt), 0% in de secundaire sector (industrie), 47% in de tertiaire sector (dienstverlening).